# Christian Magnanou

a Compétitions nationales et continentales officielles uniquement.

b Matchs officiels uniquement.
Dernière mise à jour le 12 janvier 2024.
Christian Magnanou, est né le 15 janvier 1903 à Périgueux et décédé le 15 octobre 1943 à Biarritz. C’est un ancien joueur français de rugby à XV, qui a joué avec l'équipe de France, et en club pour le Racing club de France, puis l’Aviron bayonnais et enfin le CA Périgueux. Il évolua au poste d’arrière ou de trois-quarts centre, puis de demi d’ouverture (1,75 m pour 73 kg).
Ce joueur était encore au Racing (et alors âgé de 20 ans) lorsque Bayonne fut vice-champion de France en 1922 et 1923.
Il exerça par la suite la profession de représentant automobile, pour la même marque qu’un autre joueur de Bayonne célèbre, Fernand Forgues, quant à lui garagiste-concessionnaire dans cette ville.

## Carrière

### En club
- Racing club de France jusqu’en 1923
- Aviron bayonnais
- CA Périgueux

### En équipe de France
- Christian Magnanou a connu sa première sélection le 4 avril 1923 contre l'Angleterre à 20 ans, alors qu'il évolue au Racing.

## Palmarès
- 10 sélections
- 1 drop (4 points)
- Sélections par année : 1 en 1923, 2 en 1925, 1 en 1926, 2 en 1929, 4 en 1930
- Participation à 5 Tournois des Cinq Nations : 1923, 1925, 1926, 1929 et 1930